# Фитц, Вальтер
Вальтер Фитц (нем. Walter Fitz; 31 октября 1921, Кайзерслаутерн — 21 декабря 1992, Мюнхен) — немецкий актёр кино и телевидения, поп-певец, композитор.

## Биография
Родился в семье художника.
В начале карьеры в течение 25 лет выступал со своей женой Молли и братом Гердом в составе группы «Trio Fitzett» в немецкоязычных странах.
Играл в кино и на телевидении. Снялся в 25 кино-, телефильмах и сериалах.
В возрасте 60 лет впервые выступил на телевидении.
Отец артистки Лизы Фитц. Похоронен на кладбище Крайллинг.

## Избранная фильмография
- 1979: Der Komödienstadel: Der Geisterbräu
- 1979—1988: Polizeiinspektion 1 (ТВ-сериал)
- 1980: Der Alte (ТВ-сериал)
- 1980: Die Undankbare (ТВ)
- 1981: Ein Kaktus ist kein Lutschbonbon
- 1982: Der Komödienstadel: Die Tochter des Bombardon
- 1983: Der Depp
- 1983: Деррик / Derrick (ТВ-сериал)
- 1984: Franz Xaver Brunnmayr (ТВ-сериал)
- 1985: Unsere schönsten Jahre (ТВ-сериал)
- 1985: Место преступления / Tatort: Schicki-Micki (ТВ)
- 1988—1990: Линденштрассе / Lindenstraße (ТВ-сериал)
- 1989: Sturm im Wasserglas (ТВ)
- 1991: Wildfeuer
- 1991: Erfolg
- 1992: Ein Engel für Felix